# Панигале (Болоња)
Панигале (итал. Panigale) је насеље у Италији у округу Болоња, региону Емилија-Ромања.
Према процени из 2011. у насељу је живело 19 становника. Насеље се налази на надморској висини од 476 м.